# Dépôt du Bachet-de-Pesay
Le dépôt du Bachet-de-Pesay est un dépôt de tramway et d'autobus des Transports publics genevois situé à la route de La-Chapelle à Lancy, dans le canton de Genève en Suisse. Mis en service entre 1988 et 1992, il accueille depuis cette date le siège social de la régie autonome, auparavant situé au dépôt de La Jonction, tout comme le remisage des tramways.
Il accueille aussi l'association genevoise du musée des tramways (AGMT), qui y conserve ses tramways de collections.

## Localisation
Le dépôt est situé sur la commune de Lancy, à proximité de la limite avec Carouge, à hauteur de la station Lancy-Bachet, gare des lignes 12 et 18 du tramway de Genève, aussi desservie par les lignes de bus 22, 23, 43, 46, 80 et 82 des Transports publics genevois. Il occupe un pâté de maisons délimité par la route de La-Chapelle au sud, la rue des Avanchis à l'est, le chemin des Tuileries au nord et la route de Saint-Julien à l'ouest. Le site est desservi par la gare de Lancy-Bachet, située sur la ligne ferroviaire CEVA.

## Histoire

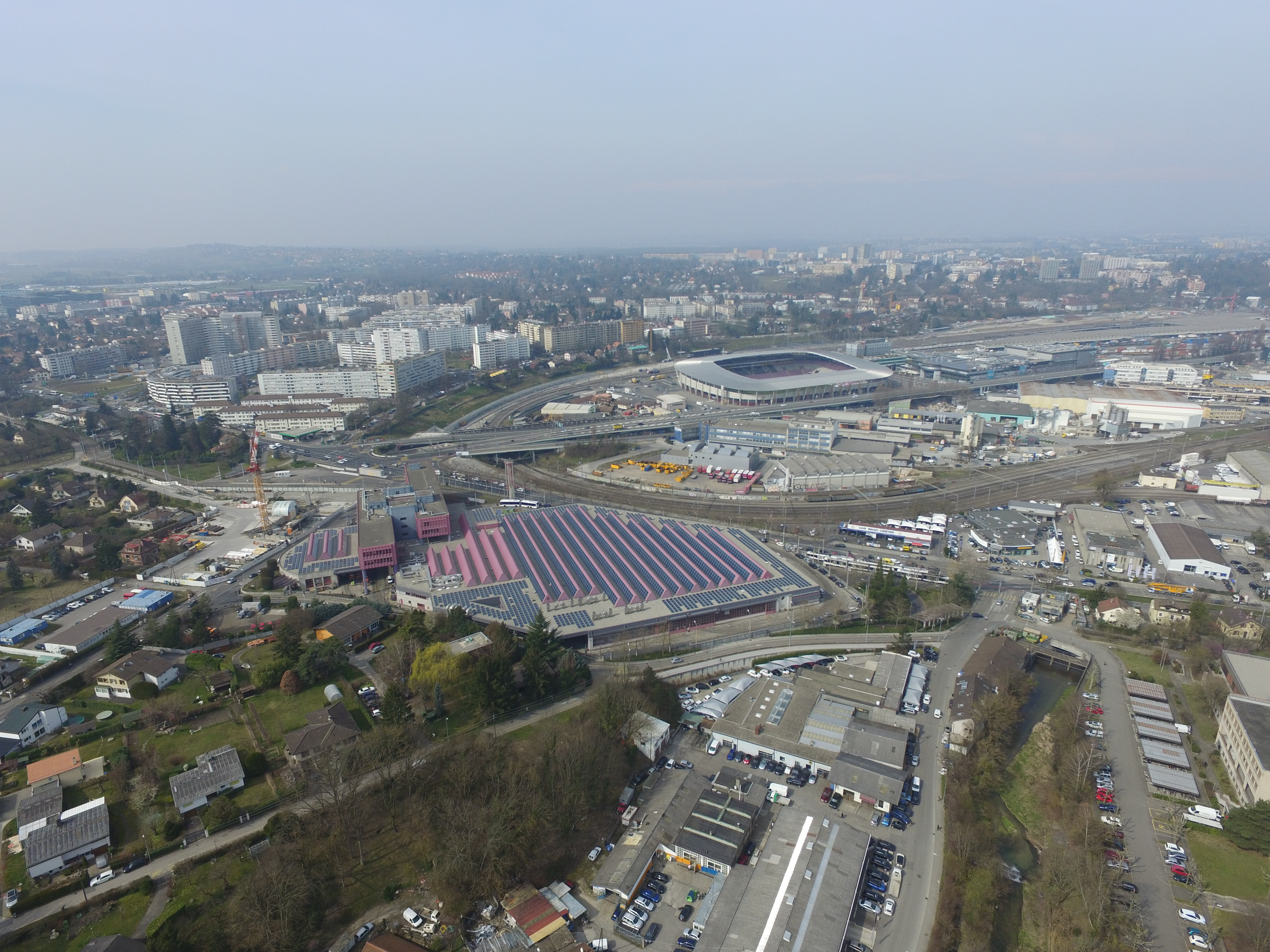
Vue aérienne du site. À gauche, le chantier de la gare de Lancy-Bachet, au nord, le stade de Genève.

La construction du dépôt s'inscrit dans la modernisation des transports en commun du canton, entamée par le remplacement de la Compagnie genevoise des tramways électriques (CGTE) par la régie des Transports publics genevois (TPG) le 1er janvier 1977. Auparavant, les TPG ne comptaient qu'un seul dépôt, celui de La Jonction, repris à la CGTE. Le 8 novembre 1979, le Grand Conseil vote un crédit d'études sur la modernisation des infrastructures des transports publics, incluant la création d'un nouveau dépôt ; le site du Bachet-de-Pesay est retenu afin d'accueillir les tramways, les bus des lignes desservant la campagne genevoise, les ateliers centraux et l'ensemble des services administratifs de la régie.
Le Grand Conseil vote en décembre 1983 les crédits nécessaires à la construction du dépôt dont le projet choisi est celui des architectes Paul Marti et Walter Rohner. Un dépôt provisoire pour les trolleybus est installé la même année dans l'ancien palais des expositions du boulevard Carl-Vogt, afin de libérer de la place à La Jonction en attendant la construction du nouveau dépôt, ce dépôt provisoire fermera en 1995. 
La construction débute en avril 1984, sur le site de la ferme Guillierme-Pastori qui a été démontée pièce par pièce pour être reconstruite au musée suisse en plein air dans l'Oberland bernois, et dure quatre ans. La mise en service s'est étalée sur quatre ans, le remisage étant mis en service en avril 1988, les ateliers à l'été 1990 et le bâtiment administratif est achevé en 1991 et mis en service en 1992. L'AGMT intègre le dépôt le 15 septembre 1988, leur permettant de conserver leur collection dans des conditions satisfaisantes comparé au stockage en extérieur dans la boucle de Moillesulaz, où le matériel fut endommagé lors de l'inondation de 1979 due au débordement du Foron. Le Bachet-de-Pesay aura coûté 241 millions de francs (357 millions en valeur 2011).
Le dépôt est récompensé du prix Interassar en 1990. Ce prix récompense chaque année une installation architecturale construite dans la région genevoise et est décerné par l'Interassar, une association regroupant les associations d'architectes de Genève, l'association genevoise d'architectes (AGA), la fédération des architectes suisses (FAS) et la société suisse des ingénieurs et des architectes (SIA). Le jury décerne le prix à l'unanimité au dépôt, reconnaissant un « souci d'intégration urbanistique et technique » et que son « intégration [...] dans l'environnement étonne par sa discrétion, en dépit de l'importance de l'emprise au sol, de l'ampleur de ses volumes et des difficultés inhérentes à un programme aussi complexe que chargé » et ajoute qu'il contribue à créer une porte d'entrée dans l'agglomération genevoise.
Depuis le 1er janvier 2008, les TPG sont propriétaires des bâtiments tandis que l'État de Genève leur concède le terrain. Entre 2008 et 2009, le dépôt est réaménagé afin d'accueillir 18 rames supplémentaires (poses de nouvelles voies de stockages, etc.) pour un coût de cinq millions de francs.
En 2014, le dépôt est équipé de 5 496 m2 de panneaux photovoltaïques sur le toit, couvrant jusqu'à 25 % des besoins du site, bien qu'une partie de la production soit revendue aux Services industriels de Genève (SIG).

## Installations

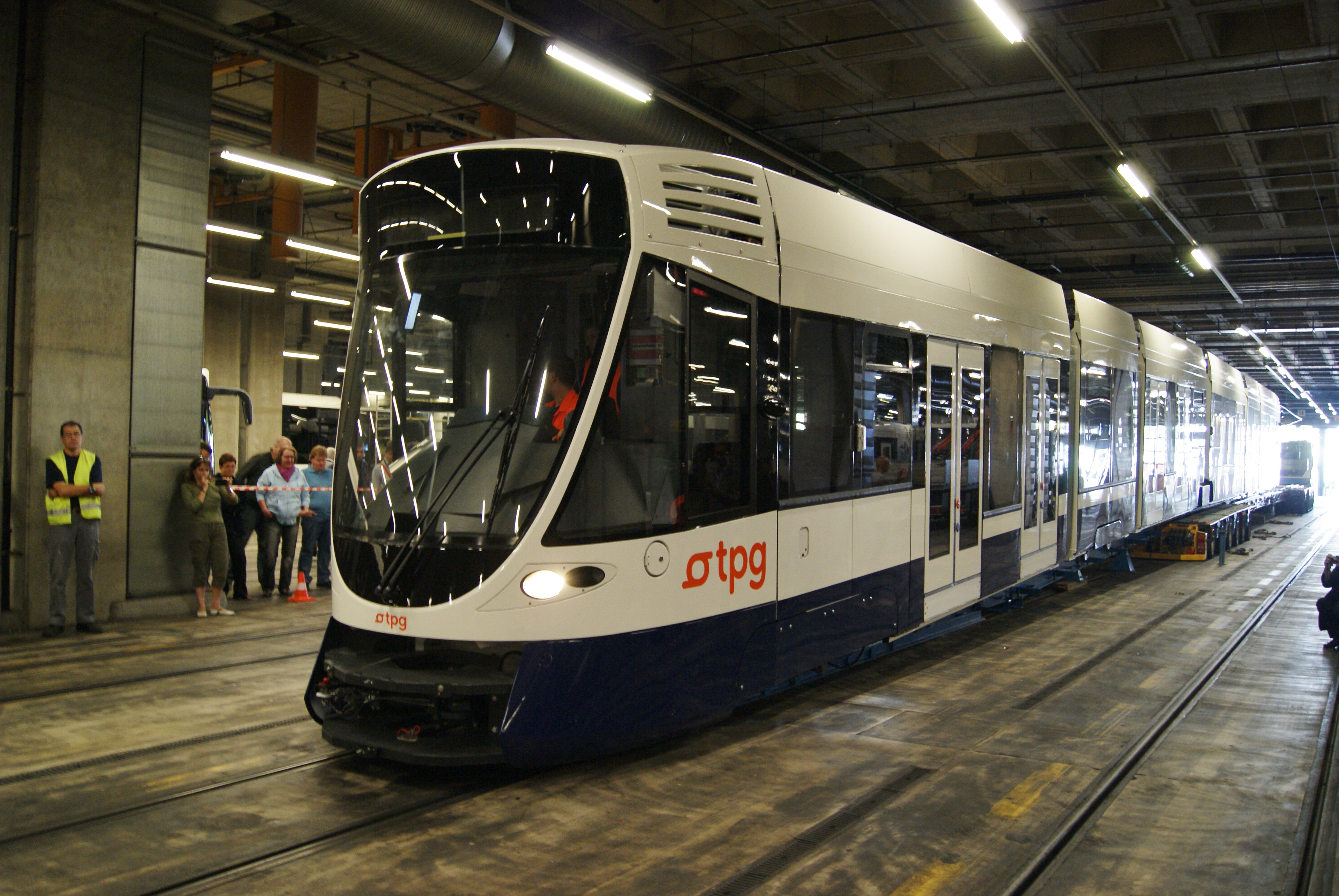
Une Stadler Tango en cours de déchargement d'un camion à l'intérieur du dépôt.

Le dépôt, d'un surface totale de 53 500 m2 est constitué de deux bâtiments tous deux peints majoritairement en rose,, :
- un bâtiment avec l'ensemble des services administratifs ;
- un bâtiment accueillant, sur trois niveaux :
  - au sous-sol les locaux techniques et les vestiaires et parkings pour le personnel ;
  - un 1er étage destiné au remisage de 125 véhicules en 2011 (85 rames de tramways et 40 autobus, le remisage est calibré pour des bus articulés[5]) et à l'entretien périodique, ainsi qu'à la sellerie et la sérigraphie des véhicules ;
  - un 2e étage dédié aux ateliers centraux et à la maintenance lourde.

La gestion de la signalétique aux arrêts et des distributeurs de tickets et gérée depuis le Bachet, qui accueille aussi la collection des tramways anciens de l'AGMT,,. Le bâtiment administratif accueilli aussi l'une des trois agences commerciales du réseau, mais qui est transformée en décembre 2019 en agence libre-service sans personnel humain, en attendant son remplacement définitif par celle située à côté de la gare de Lancy-Pont-Rouge opérée fin juin 2020, ; les bornes en self-service seront démontées en novembre 2021. Les accès ferroviaires et routiers pour les véhicules des TPG sont répartis entre la station Bachet-de-Pesay au sud et De-Staël au nord. Une piste d'essais de 622 m ceinture le bâtiment au niveau du remisage, l'ensemble est utilisable aussi bien pour les tramways que les autobus et même les trolleybus, bien que ces derniers soient remisés au dépôt de La Jonction.

## Avenir
Le dépôt arrive à saturation. Il a été conçu à l'origine pour 63 rames de tramways et 71 autobus soit 134 véhicules. Or si en 2011 il n'accueille que 40 autobus, il accueille 85 tramways, soit 125 véhicules en tout. Cette saturation conduit les TPG à utiliser la boucle de retournement du Rondeau de Carouge — inutilisée en service commercial depuis que la boucle du Bachet a été remise en service en 2018 — comme d'une annexe au dépôt, clôturée et fermée la nuit et les dimanches et fêtes.
Afin de dé-saturer le Bachet et ne plus avoir à utiliser la boucle du Rondeau et prévoir les futures extensions, les TPG ont construit à Vernier le dépôt En Chardon le long de la route de Meyrin, qui remplace en partie le dépôt de La Jonction, la ville de Genève souhaitant récupérer le site situé en pleine ville (sauf la halle des trolleybus qui ne déménage pas), le nouveau dépôt est devenu complètement opérationnel depuis le 26 octobre 2020 et 45 rames de tramway y ont été transférées. À plus long terme, dans le cadre d'un éventuel 4e dépôt, le Bachet pourrait être amené à ne remiser que des tramways, avec une capacité alors estimée à 90 rames.